# 卡尼亚克莱米讷
卡尼亚克莱米讷（法語：Cagnac-les-Mines，法語發音：[kaɲak le min]）是法国奥克西塔尼大区塔恩省的一个市镇，位于该省中北部，属于阿尔比区和卡尔莫桑-塞加拉市镇公共社区。

## 地理
卡尼亚克莱米讷（43°59'7"N, 2°8'28"E）面积24.7 平方千米，位于法国奧克西塔尼大區塔恩省，该省份为法国南部内陆省份，北起顺时针与阿韦龙省、埃罗省、奥德省、上加龙省和塔恩-加龙省接壤。
与卡尼亚克莱米讷接壤的市镇（或旧市镇、城区）包括：阿尔比、卡斯泰尔诺-德莱维斯、勒加里克、莱斯屈尔-达尔比茹瓦、马约克、圣克鲁瓦。

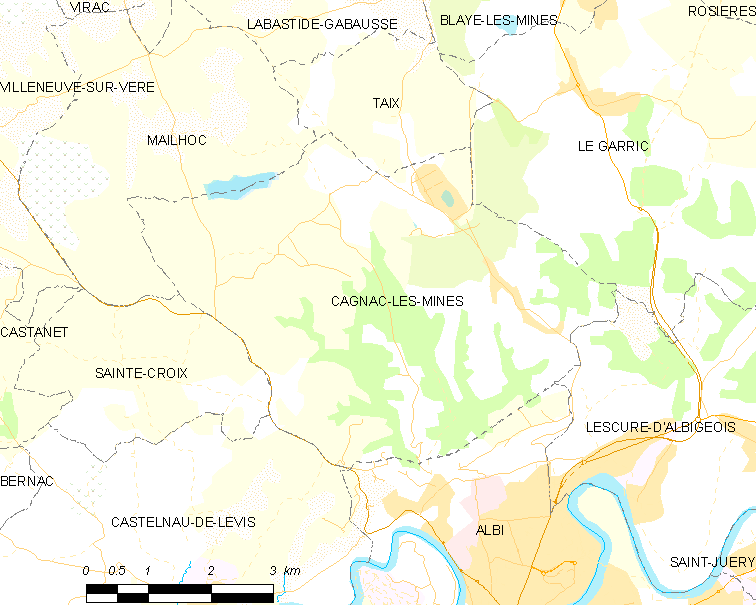
卡尼亚克莱米讷的OSM定位图

卡尼亚克莱米讷的时区为UTC+01:00、UTC+02:00（夏令时）。

## 行政
卡尼亚克莱米讷的邮政编码为81130，INSEE市镇编码为81048。

## 政治
卡尼亚克莱米讷所属的省级选区为阿尔比第三县。

## 人口

1962-2008年间卡尼亚克莱米讷人口变化图示

卡尼亚克莱米讷于2022年1月1日时的人口数量为2607人。